# Sterrhoptilus
Sterrhoptilus – rodzaj ptaków z rodziny szlarników (Zosteropidae).

## Występowanie
Rodzaj obejmuje gatunki występujące endemicznie na Filipinach.

## Morfologia
Długość ciała 13–15 cm, masa ciała 13–19 g.

## Systematyka

### Etymologia
Sterrhoptilus: gr. στερρος sterrhos „sztywny”; πτιλον ptilon „pióro”.

### Podział systematyczny
Do rodzaju należą następujące gatunki:
- Sterrhoptilus nigrocapitatus (Steere, 1890) – cierniofilipinek czarnołbisty
- Sterrhoptilus capitalis (Tweeddale, 1877) – cierniofilipinek rdzawołbisty
- Sterrhoptilus dennistouni (Ogilvie-Grant, 1895) – cierniofilipinek złotołbisty
- Sterrhoptilus affinis (McGregor, 1907) – cierniofilipinek rdzawogardły